# Haitianisch-mauritische Beziehungen
Die haitianisch-mauritischen Beziehungen beschreiben das bilaterale Verhältnis zwischen der Republik Haiti einerseits und der Republik Mauritius andererseits.
Die im Jahr 1804 von Frankreich unabhängig gewordene Republik Haiti und die im Jahr 1968 vom Vereinigten Königreich in die Selbstständigkeit entlassene Republik Mauritius unterhalten seit dem Jahr 2018 diplomatische Beziehungen.
Weder auf diplomatischer noch auf konsularischer Ebene wurden Auslandsvertretungen im jeweils anderen Land eingerichtet.
Im April 2013 fand in Port-au-Prince eine Konferenz des Wirtschaftsforums für den Privatsektor, die vom Wirtschafts- und Finanzministerium sowie dem Tourismusministerium Haitis unterstützt wurde, statt, auf der Bemühungen, private Investitionen anzuziehen, um Arbeitsplätze und Wohlstand zu schaffen, diskutiert wurden. Als Beispiele dienten die Seychellen und Mauritius. Der Staatssekretär des Finanzministeriums von Mauritius, Ali Mansoor, nahm ebenso wie sein Kollege von den Seychellen als Hauptredner teil.
Die formalisierten Beziehungen zeigten seit 2018 weder bei politischen noch wirtschaftlichen oder kulturellen Themen Ansätze bilateraler Zusammenarbeit.